# Linda Caridi
Linda Caridi (Milano, 11 aprile 1988) è un'attrice italiana.

## Biografia
Di origini siculo-calabresi è nata nel capoluogo lombardo, ha frequentato la Civica Scuola di Teatro Paolo Grassi, dove si è diplomata nel 2011. Ha debuttato al cinema nel 2010 in una piccola parte ne La banda dei Babbi Natale. In seguito ha preso parte al film Antonia. – che la vede interpretare la poetessa Antonia Pozzi – e la fiction Lea. Nel 2018 è protagonista della pellicola Ricordi?, che le vale il premio NuovoImaie Talent Award 2018 come attrice italiana emergente alle Giornate degli autori di Venezia e una candidatura ai David di Donatello come miglior attrice protagonista.

## Filmografia

### Cinema
- La banda dei Babbi Natale, regia di Paolo Genovese (2010)
- Antonia., regia di Ferdinando Cito Filomarino (2015)
- Nome di donna, regia di Marco Tullio Giordana (2018)
- Ricordi?, regia di Valerio Mieli (2018)
- Mamma + mamma, regia di Karole Di Tommaso (2018)
- Lacci, regia di Daniele Luchetti (2020)
- Supereroi, regia di Paolo Genovese (2021)
- Diabolik - Ginko all'attacco!, regia dei Manetti Bros. (2022)
- L'ultima notte di Amore, regia di Andrea Di Stefano (2023)
- Sei fratelli, regia di Simone Godano (2024)

### Televisione
- Lea – film TV (2015)
- Felicia Impastato – film TV (2016)
- Donne – serie TV, 1 episodio (2016)
- Storia di Nilde – film TV (2019)
- Il cacciatore – serie TV (2021)
- Supersex – serie Netflix, episodio 5 (2024)

## Riconoscimenti
- David di Donatello
  - 2020 – Candidatura alla migliore attrice protagonista per Ricordi?
  - 2024 – Candidatura alla migliore attrice protagonista per L'ultima notte di Amore

- Nastro d'argento
  - 2021 – Candidatura alla migliore attrice non protagonista per Lacci
  - 2023 – Candidatura alla migliore attrice protagonista per L'ultima notte di Amore
- Nastri d'argento - Grandi Serie
  - 2024 – Migliore attrice non protagonista per Supersex

- Ciak d'oro
  - 2021 – Candidatura alla migliore attrice non protagonista per Lacci
  - 2023 – Migliore attrice protagonista per L'ultima notte di Amore